# Melacorée
Melacorée är ett vattendrag i Guinea.   Det ligger i prefekturen Préfecture de Forécariah och regionen Kindia Region, i den sydvästra delen av landet, 60 km sydost om huvudstaden Conakry.